# Estádio Municipal Juscelino Kubitschek
O Estádio Municipal Juscelino Kubitschek de Oliveira, também chamado de JK, é um estádio preparado para jogos de futebol, sede oficial do Itumbiara Esporte Clube localizado em Itumbiara, Goiás.Tem capacidade para 15.000 espectadores.

## História
Em 1977, os trabalhos em Estádio JK foram concluídos. A partida inaugural foi jogada em 10 de outubro de 1977, quando o Itumbiara EC empatou com o Vasco da Gama em 0-0. O registro de comparecimento de maior público foi de 27.795 torcedores durante o inaugural. O primeiro gol do estádio foi marcado por Claudio Macedo do Atlético Goianiense, 1 x 0 (gol marcado de pênalti) em outubro de 1977.
Os jogos do Itumbiara Esporte Clube são realizados no Estádio JK, que no ano de 2007, recebeu uma grande reforma.
E no ano de 2008 trocou toda a irrigação e o gramado BERMUDA usado no PAN2007
E é um dos únicos do estado a ter um placar eletrônico[7x2 metros]e carro-maca para jogadores contundidos.

### Retorno de Ronaldo
No dia 4 de março de 2009, pela Copa do Brasil, o Corinthians enfrentou o Itumbiara no Estádio JK, lugar onde Ronaldo Fenômeno retornou aos gramados depois de 387 dias sem jogar em uma partida oficial, jogando por 27 minutos durante o segundo tempo.